# Algonquinia
Algonquinia är ett släkte av svampar. Algonquinia ingår i divisionen sporsäcksvampar och riket svampar.